# Югла
Ю́гла (латыш. Jugla) — жилой район в восточной части Риги. Занимает территорию между озером Югла и Межциемсом, включая лесные массивы Шмерлис (к западу от жилого района) и Юглский лес (к юго-востоку от жилого района). Застроен преимущественно многоэтажными зданиями.

## История
Согласно документу 1226 года о границах Рижского патримониального округа, на территории современной Юглы жили ливы. За пользование землёй местные жители должны были платить господский пай. В общем пользовании жителей были пастбища, луга, леса и места рыбной ловли.
В XVIII веке богатые рижане начали строить на берегу озера Кишэзерс небольшие усадьбы для отдыха. С 1868 года каждое воскресенье отдыхающих из Риги в Юглу доставлял пароход. В XIX веке в Югле бурно развивается промышленность: в 1812 году основан сахарный завод, в 1827 в Страздумуйже — бумажная фабрика, в 1899 — химический завод «Гловерис».

## География

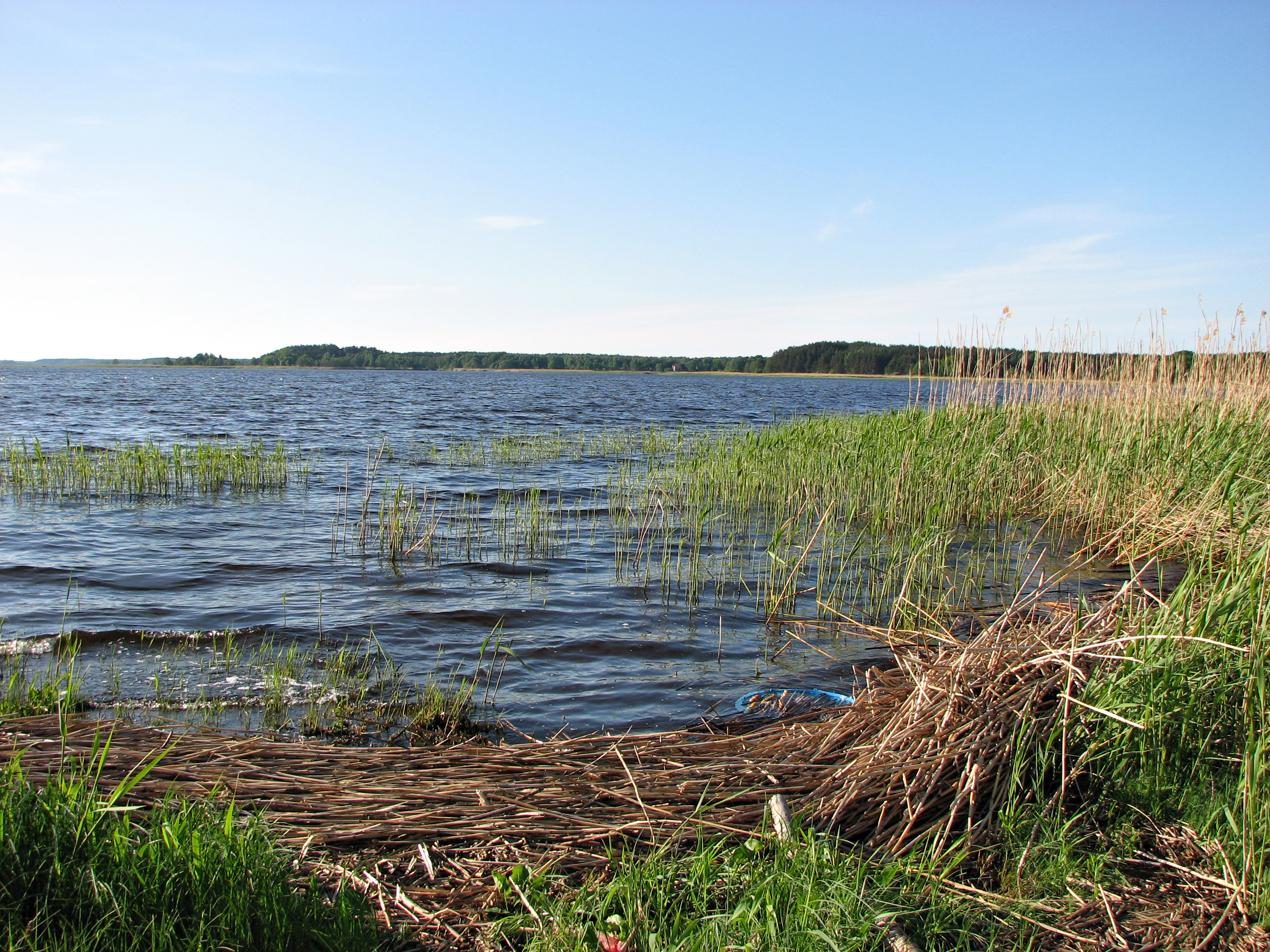
Кишэзерс в районе Юглы

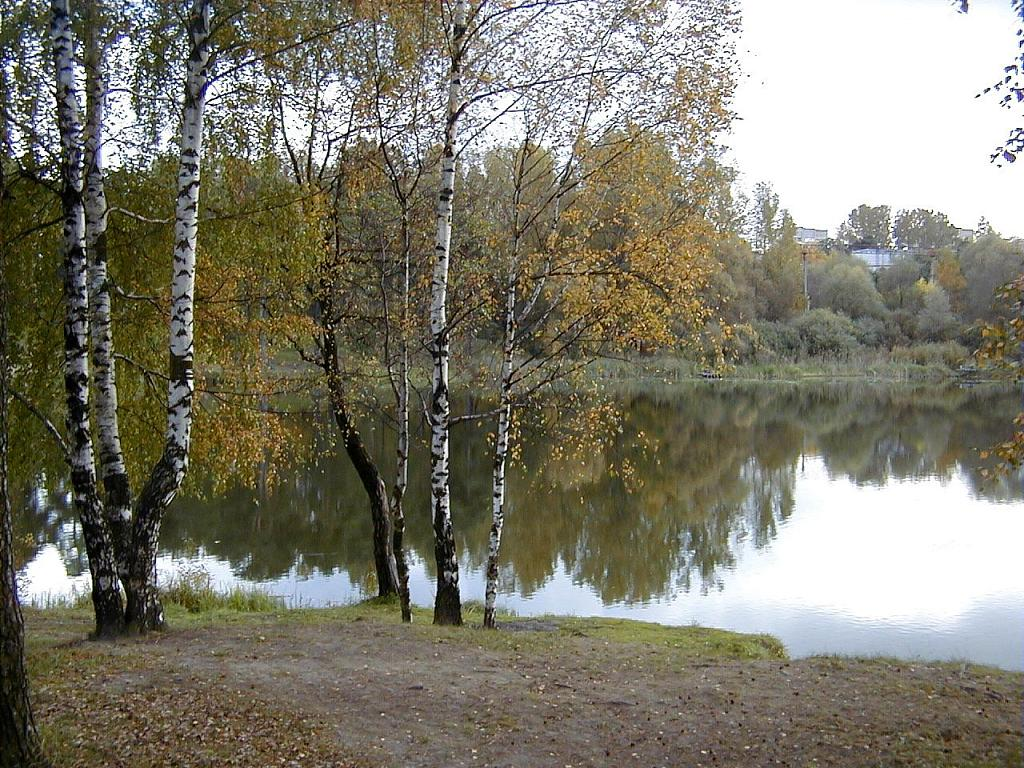
Озеро Бабелитис

В Югле и её окрестностях расположено много озёр:
- Юглас (латыш. Juglas)
- Кишэзерс (латыш. Ķišezers)
- Бабелитис (латыш. Bābelītis)
- Велнэзерс (латыш. Velnezers)
- Дамбьяпурва (латыш. Dambjapurva ezers)

На озёрах обитают разные птицы: утки, лебеди, чернети и другие.

## Транспорт
Автобусы:
- 15 — Juglа — Dārziņi

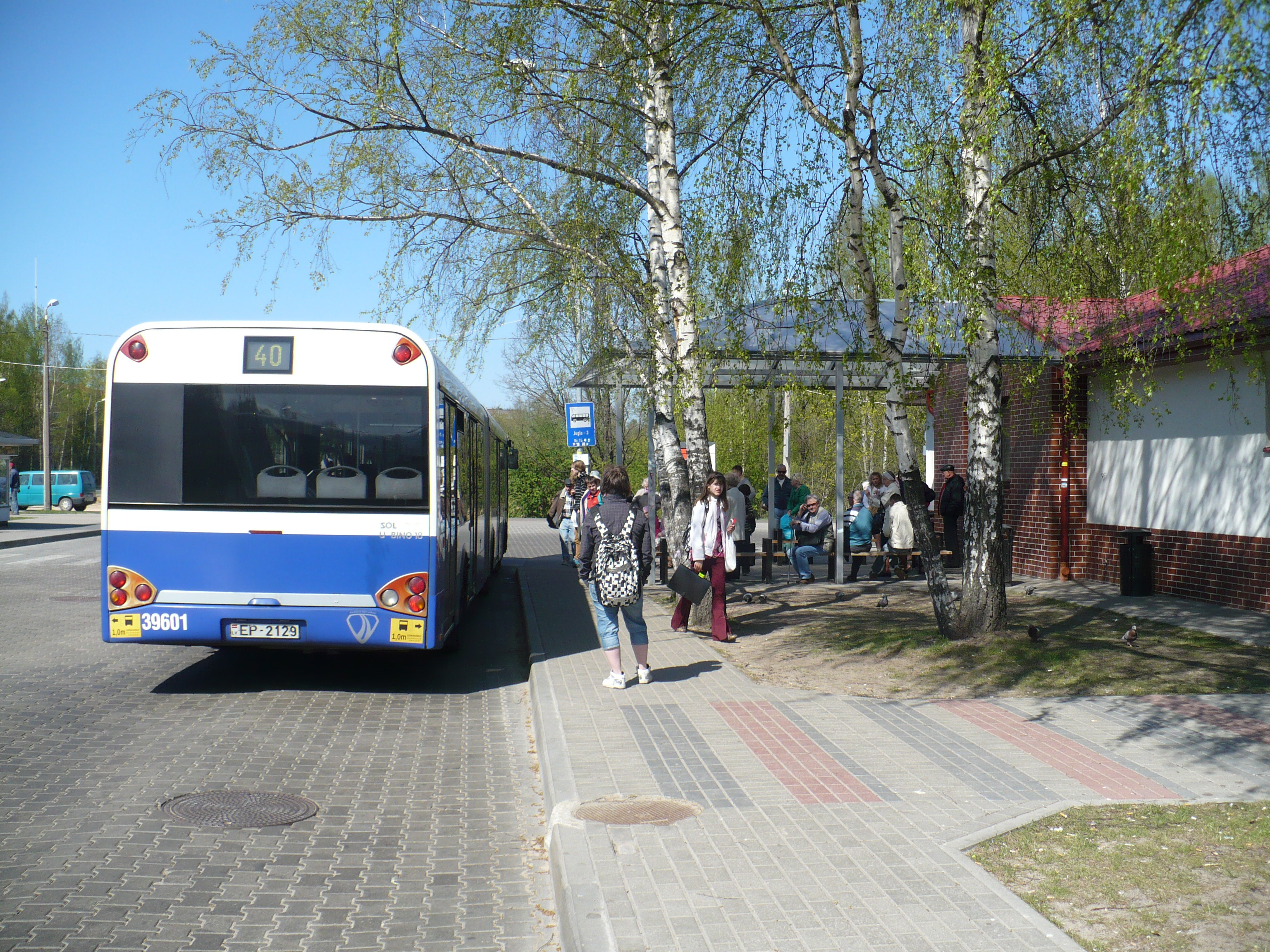
Югла. Автобусная остановка

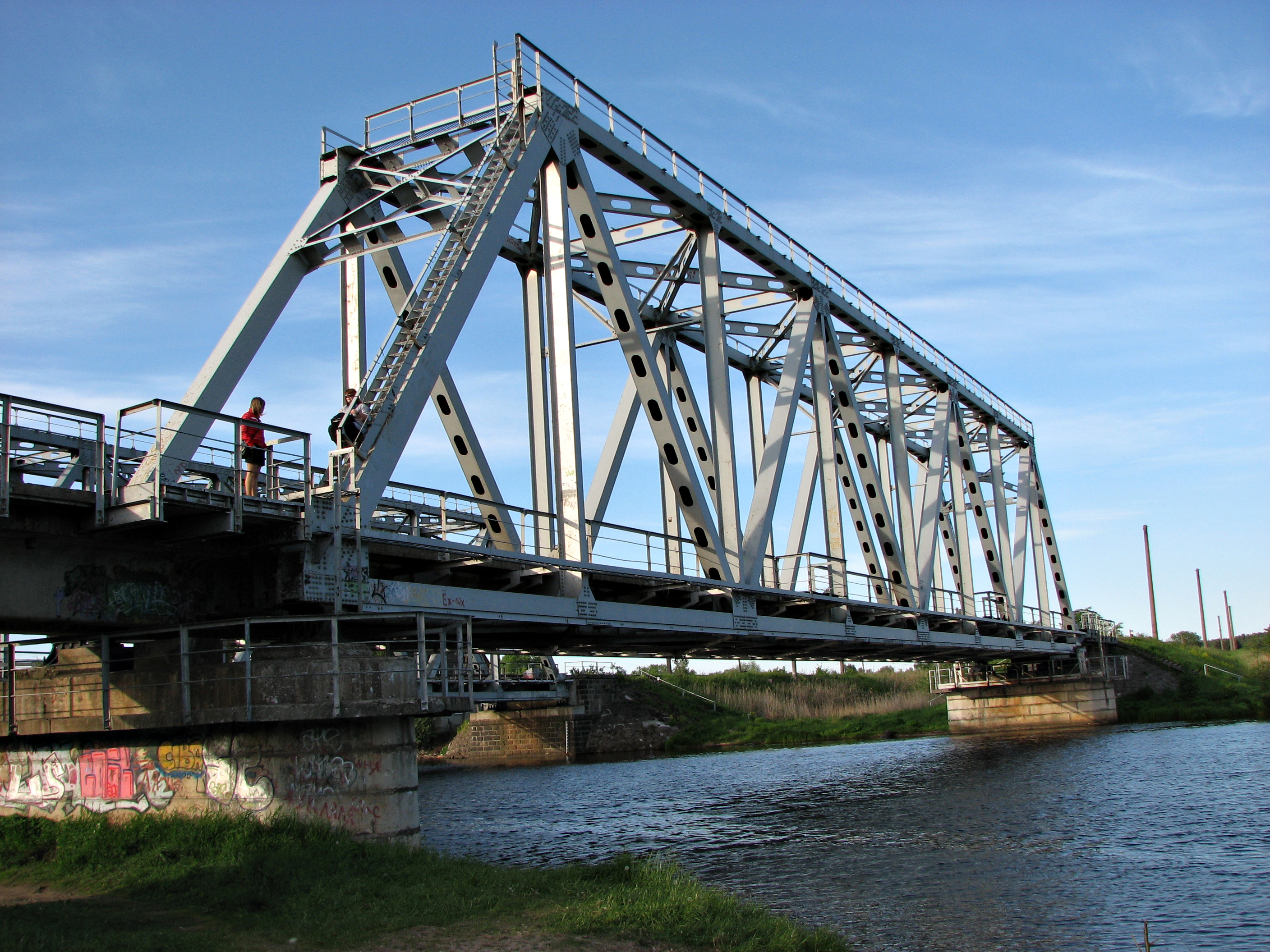
Ж/д мост через Юглу

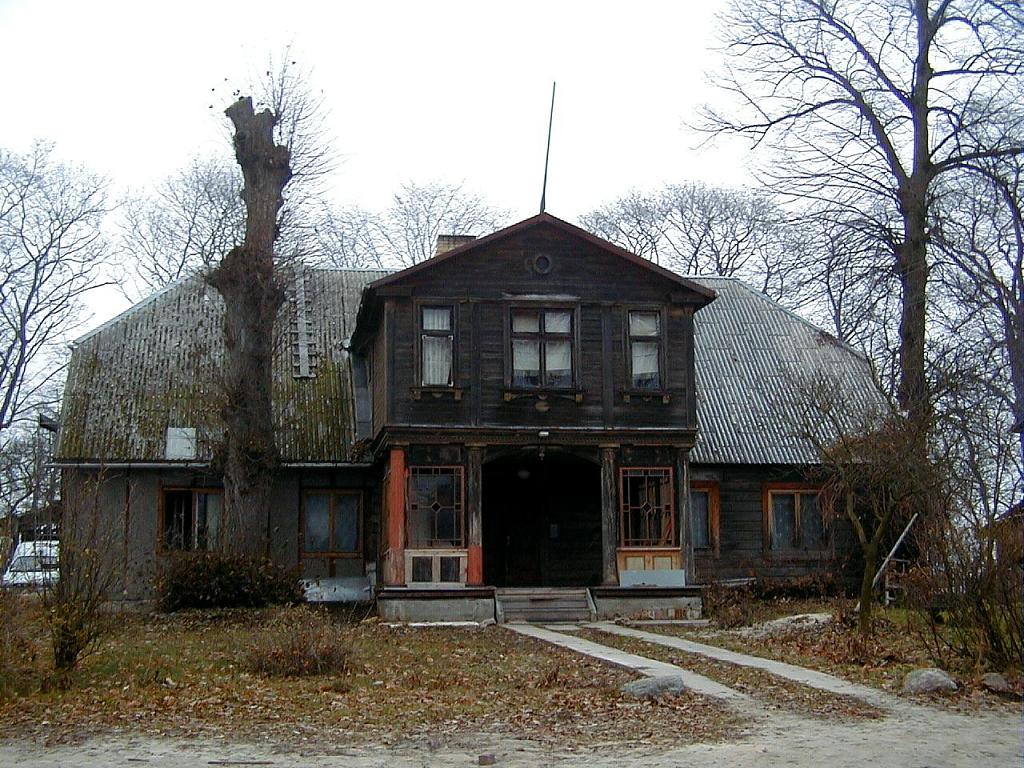
Усадьба возле озера Юглас

- 16 — Abrenes iela — Papīrfabrika "Jugla"
- 21 — Jugla — Imanta
- 28 — Jugla — Langstiņi
- 29 — Mežciems — Bukulti — Vecmīlgrāvis
- 31 — Jugla — Ulbrokas iela — Dārziņi
- 33 — Mārkalnes iela — Pļavnieki

Троллейбусы:
- 4 — Jugla — Ziepniekkalns
- 31 — Centrāltirgus — Berģuciems
- 34 — Centrāltirgus — Zvēraudzētava

Трамваи:
- 1 — Jugla — Imanta

Пригородные поезда:
- Железнодорожная станция Югла (дизель-поезда на Сигулду, Валгу).

## Достопримечательности
На берегу лесного озера Дамбьяпурва находился «Сказочный городок» — игровая площадка для детей. Деревянные скульптуры, качели, домик, похожий на избу «Бабы-Яги», и другие труды мастера (автор скульптур — Храменков Виктор Григорьевич (1928 года рождения), живший в частном доме возле городка. Начало городку было положено в конце 1970-х.
Первоначально это была маленькая экспозиция различных небольших деревянных «зверюшек» на основе живописных веток, коряг и корней, собранных в ближайшем лесу. На доме мастера висела забавная писающая обезьянка. Чтобы она совершила своё действие, надо было потянуть за кольцо в заборе.
Почтовый ящик был сделан из колоды, изображающей чудного человека. Некоторые скульптуры имели светящиеся глаза. В 1980-х годах Сказочный городок был популярным, запоминающимся местом отдыха для детей.
Многие объекты повреждены ветром и хулиганами, и у мастера нет сил следить за городком. В 2013 году от этого городка осталось всего пара скульптур (в их числе огромный витязь из ствола дерева и почтовый ящик в виде человека), так что как достопримечательность он скоро прекратит своё существование.